# Toto Guillaume
 (novembre 2023).
La mise en forme du texte ne suit pas les recommandations de Wikipédia : il faut le « wikifier ».
Les points d'amélioration suivants sont les cas les plus fréquents :
- Les titres sont pré-formatés par le logiciel. Ils ne sont ni en capitales, ni en gras.
- Le texte ne doit pas être écrit en capitales (les noms de famille non plus), ni en gras, ni en italique, ni en « petit »…
- Le gras n'est utilisé que pour surligner le titre de l'article dans l'introduction, une seule fois.
- L'italique est rarement utilisé : mots en langue étrangère, titres d'œuvres, noms de bateaux, etc.
- Les citations ne sont pas en italique mais en corps de texte normal. Elles sont entourées par des guillemets français : « et ».
- Les listes à puces sont à éviter, des paragraphes rédigés étant largement préférés. Les tableaux sont à réserver à la présentation de données structurées (résultats, etc.).
- Les appels de note de bas de page (petits chiffres en exposant, introduits par l'outil «  Source ») sont à placer entre la fin de phrase et le point final[comme ça].
- Les liens internes (vers d'autres articles de Wikipédia) sont à choisir avec parcimonie. Créez des liens vers des articles approfondissant le sujet. Les termes génériques sans rapport avec le sujet sont à éviter, ainsi que les répétitions de liens vers un même terme.
- Les liens externes sont à placer uniquement dans une section « Liens externes », à la fin de l'article. Ces liens sont à choisir avec parcimonie suivant les règles définies. Si un lien sert de source à l'article, son insertion dans le texte est à faire par les notes de bas de page.
- La présentation des références doit suivre les conventions bibliographiques. Il est recommandé d'utiliser les modèles {{Ouvrage}}, {{Chapitre}}, {{Article}}, {{Lien web}} et/ou {{Bibliographie}}. Le mode d'édition visuel peut mettre en forme automatiquement les références.
- Insérer une infobox (cadre d'informations à droite) n'est pas obligatoire pour parachever la mise en page.

Pour une aide détaillée, merci de consulter Aide:Wikification.
Si vous pensez que ces points ont été résolus, vous pouvez retirer ce bandeau et améliorer la mise en forme d'un autre article.
Né le 25 août 1955, Toto Guillaume de son vrai nom Guillaume Toto Bessawa Nkaké est un guitariste, auteur-compositeur, arrangeur ou producteur camerounais.
Il est également connu sous les pseudonymes de "Toguy" ou encore "capitaine de l’équipe nationale du Makossa".

## Biographie
Toto Guillaume débute dans l’orchestre du collège de la salle à Douala où il anime les bals et fêtes scolaires. Il rejoint le groupe les "Black - Styl's" en 1972 qu’il forme avec Nkotti François, Emile Kangue, Yves Lobé. C’est d’ailleurs lui qui donne ce nom au groupe. Ils jouent au Davum Bar à Douala, puis à l’Oryx Bar à Bonabéri. En 1973, il compose le titre Françoise qui hisse les Black styles au sommet du hit-parade national.
En 1975 paraît son "Mba na na é" qui va connaître un succès remarquable. Il s’envole par la suite pour la France afin de se perfectionner. Il intègre le conservatoire de musique de Paris. Il y apprend la maîtrise de l’écriture musicale et les techniques occidentales de création et d’arrangement.
Il devient musicien de studio sur la place parisienne et les sollicitations affluent de partout. Il fait partie de la fameuse "équipe nationale du Makossa", groupe de jeunes musiciens camerounais et antillais qui ont joué sur la majorité des chansons camerounaises enregistrées en France de la fin des années 70 à la fin des années 80. En 1982, Toto Guillaume est sélectionné pour participer à l’album, "Les fleurs Musicales du Cameroun".
En 1985, il sort l’album "Elimbi Na Ngomo" avec la participation des KASSAV' (Jean-Philippe Marthély, Jocelyne Béroard, Claude Vamur, Jean-Claude Naimro etc.)
Il a aussi été producteur et produit plusieurs artistes camerounais. Il a contribué à son rayonnement international du rythme Makossa.